# L'Échelle-Saint-Aurin
L'Échelle-Saint-Aurin là một xã ở tỉnh Somme, vùng Hauts-de-France, Pháp.

## Địa lý
Thị trấn này tọa lạc 20 dặm Anh về phía đông nam của Amiens trên đường D54, bên hai bờ sông Avre, 2 dặm Anh so với đường ô tô A1.

## Dân số
| 1962                                                         | 1968 | 1975 | 1982 | 1990 | 1999 |
| ------------------------------------------------------------ | ---- | ---- | ---- | ---- | ---- |
| 55                                                           | 71   | 72   | 74   | 62   | 50   |
| Số liệu điều tra dân số từ năm 1962, dân số không tính trùng |      |      |      |      |      |